# Ramon Bejarano
Ramon Bejarano (ur. 17 lipca 1969 w Seagraves) – amerykański duchowny katolicki, biskup pomocniczy San Diego od 2020.

## Życiorys
Święcenia kapłańskie otrzymał 15 sierpnia 1998 i został inkardynowany do diecezji Stockton. Po kilkuletnim stażu wikariuszowskim objął probostwo w parafii Świętej Rodziny w Modesto, a w 2008 został proboszczem parafii św. Stanisława w tym mieście.
27 lutego 2020 papież Franciszek mianował go biskupem pomocniczym diecezji San Diego i biskupem tytularnym Carpi. Sakry udzielił mu 14 lipca 2020 biskup Robert McElroy.